# Воле-Баранецька сільська рада
Воле-Баранецька сільська рада — орган місцевого самоврядування у Самбірському районі Львівської області. Адміністративний центр — село Воля-Баранецька.

## Загальні відомості
Воле-Баранецька сільська рада утворена в 1946 році. Територією ради протікає річка Болозівка.

## Населені пункти
Сільській раді підпорядковані населені пункти:
- с. Воля-Баранецька
- с. Баранівці
- с. Берестяни
- с. Волиця
- с. Копань
- с. Красниця
- с. Малі Баранівці
- с. Міжгайці

## Склад ради
Рада складається з 20 депутатів та голови.

### Керівний склад ради
| ПІБ                        | Основні відомості                                                                          | Дата обрання | Дата звільнення |
| -------------------------- | ------------------------------------------------------------------------------------------ | ------------ | --------------- |
| Чухрай Григорій Григорович | Сільський голова, 1961 року народження, освіта вища                                        | 26.03.2006   | 31.10.2010      |
| Чухрай Григорій Григорович | Сільський голова, 1961 року народження, освіта вища, член політичної партії «Наша Україна» | 31.10.2010   |                 |

Примітка: таблиця складена за даними джерела